# Đĩa Petri

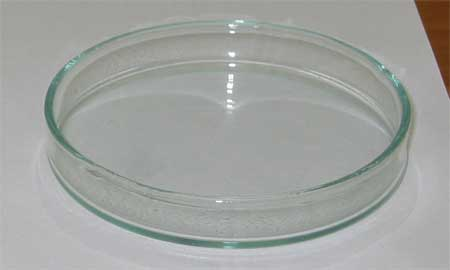
Một đĩa Petri chưa được sử dụng.

Đĩa Petri là một loại đĩa được làm bằng thủy tinh hoặc chất dẻo có dạng hình trụ mà các nhà sinh vật học sử dụng để nuôi cấy tế bào hay những cây rêu nhỏ.. Ngoài phần thân đĩa ra thì các đĩa petri còn có nắp đậy để tránh làm mẫu vật thí nghiệm bên trong bị hỏng do các tác động từ môi trường bên ngoài. Nó được đặt theo tên của nhà vi khuẩn học người Đức Julius Richard Petri do ông là người đã phát minh ra đĩa này khi còn làm trợ lý cho Robert Koch. Đĩa Petri bằng thủy tinh có thể được tái sử dụng bằng cách khử trùng (như hấp cách thủy trong nồi hấp chuyên dụng hoặc sấy khô trong lò sấy chuyên dụng ở nhiệt độ từ 120 °C-160 °C trong vòng từ 30 phút đến 1 tiếng đồng hồ). Để tránh hẳn những vấn đề phát sinh do sự lây nhiễm chéo giữa các lần thí nghiệm gây ra, hiện nay thì người ta sử dụng đĩa Petri bằng chất dẻo dùng một lần. Các đĩa Petri bằng chất dẻo rẻ tiền và có khả năng chống va đập tốt hơn (không làm phát sinh thêm vấn đề vỡ đĩa do bị va đập trong quá trình làm thí nghiệm) so với đĩa làm bằng thủy tinh. Ngoài ra các đĩa này cũng dễ bảo quản hơn so với đĩa thủy tinh khi chỉ cần để nó vào một cái bình hoặc tủ được hút chân không để vô trùng, tránh ánh nắng mặt trời chiếu trực tiếp vào là được.
Đĩa Petri hiện nay thường có khía vòng trên nắp và đáy để chúng không bị trượt khi chồng lên nhau. Đĩa petri thường được sử dụng để nuôi cấy vi khuẩn hoặc tế bào.

## Vi sinh học

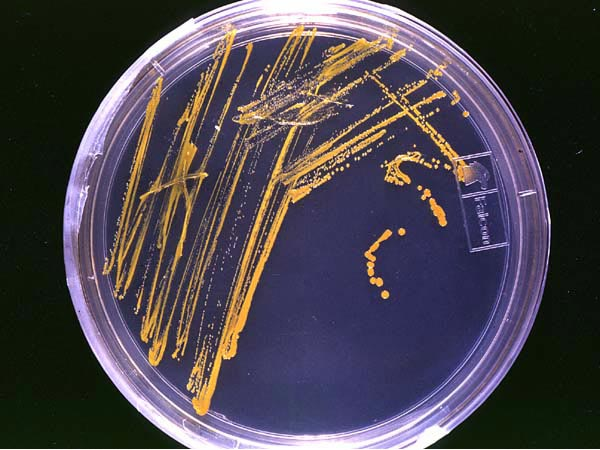
Một đĩa Petri với những cụm vi khuẩn trên môi trường nuôi cấy bằng thạch rong biển (agar).

Đĩa Petri thường được sử dụng để làm đĩa thạch dùng trong nuôi cấy vi sinh vật. Người ta đổ vào đĩa một chất lỏng hơi ấm có chứa thạch và một hỗn hợp các thành phần cụ thể có thể bao gồm các chất dinh dưỡng, máu, muối, cacbohydrat, thuốc nhuộm, chất chỉ thị, các amino acid và kháng sinh. Sau khi thạch nguội và đông cứng, các đĩa đã sẵn sàng để nhận được một mẫu chứa đầy vi khuẩn thông qua các kỹ thuật cấy khác nhau. 